# Grand Prix de la Ville de Rennes 1997
Il Grand Prix de la Ville de Rennes 1997, diciannovesima edizione della corsa e valida come evento UCI categoria 1.4, fu disputata il 6 aprile 1997 su un percorso di 197,5 km. Fu vinto dal francese Nicolas Jalabert che terminò la gara in 4h24'08", alla media di 44,86 km/h.

## Ordine d'arrivo (Top 10)
| Pos. | Corridore            | Squadra         | Tempo    |
| ---- | -------------------- | --------------- | -------- |
| 1    | Nicolas Jalabert     | Cofidis         | 4h24'08" |
| 2    | Marc Streel          | Casino          | s.t.     |
| 3    | Olivier Perraudeau   | Vendée U        | a 7"     |
| 4    | Christophe Detilloux | Lotto           | s.t.     |
| 5    | Stéphane Heulot      | Franç. des Jeux | s.t.     |
| 6    | Pascal Lino          | BigMat          | s.t.     |
| 7    | Denis Zanette        | Aki-Safi        | a 32"    |
| 8    | Franky De Buyst      | Tönissteiner    | s.t.     |
| 9    | Bobby Julich         | Cofidis         | s.t.     |
| 10   | Stefano Giraldi      | Kross           | a 42"    |